# Chilo latmiadelis
Chilo latmiadelis is een vlinder uit de familie van de grasmotten (Crambidae). De wetenschappelijke naam van de soort is voor het eerst geldig gepubliceerd in 1923 door Paul Dognin. Hij stelde deze naam voor als nomen novum, ter vervanging van Chilo lativittalis, de naam die hij eerst had gegeven aan deze soort. Deze naam bleek reeds door Francis Walker gebruikt te zijn.